# سفارة إسرائيل في فرنسا
سفارة إسرائيل في فرنسا هي أرفع تمثيل دبلوماسي لدولة إسرائيل لدى فرنسا. تقع السفارة في باريس وهي تهدف لتعزيز المصالح الإسرائيلية في فرنسا.

## وصلات خارجية
- الموقع الرسمي
- قائمة سفارات إسرائيل
- قائمة السفارات في فرنسا